# Matière grise (nouvelle)
Pour les articles homonymes, voir Matière grise.
Matière grise (titre original : Gray Matter) est une nouvelle de Stephen King qui fait partie du recueil Danse macabre publié en 1978. Elle est parue initialement en 1973 dans le mensuel américain Cavalier.

## Résumé
À Bangor, quelques clients réguliers d'une épicerie sont réunis dans celle-ci lors d'une tempête de neige. Un jeune garçon très effrayé entre dans l'épicerie et les habitués reconnaissent Timmy, le fils de Richie Grenadine, un ancien ouvrier qui touche une pension d'invalidité depuis un accident de travail. Richie vit en reclus et personne ne l'a vu depuis qu'il envoie son fils chercher sa bière à sa place. Henry, l'épicier, parle avec Timmy puis demande à deux volontaires, dont le narrateur, de l'aider à porter une livraison de bière chez Grenadine.
En chemin, Henry raconte aux deux hommes ce que lui a dit Timmy. Un soir, son père a bu une bière qui avait un goût épouvantable, le jeune garçon remarquant des gouttes grises autour du couvercle. Depuis lors, Richie Grenadine n'est plus sorti de chez lui, vivant dans une constante obscurité. Il a révélé un soir son apparence à Timmy, qui a confié à l'épicier que le visage de son père était semblable à une gelée grise. Finalement, Timmy a surpris son père, désormais transformé en masse gélatineuse vaguement humaine, en train de manger un chat mort et a pris la fuite.
Les trois hommes arrivent chez Richie Grenadine et sont aussitôt pris à la gorge par l'odeur de charogne. Convaincus qu'il est responsable des disparitions récentes de trois personnes, ils lui parlent à travers une porte, remarquant sa voix presque inhumaine, et lui demandent de se montrer. Quand Richie finit par obtempérer, le narrateur et l'autre client prennent la fuite, terrifiés par son apparence : Richie est une masse de gelée grise et semble commencer à se diviser. Ils entendent Henry tirer à trois reprises et courent se réfugier à l'épicerie, où ils se retrouvent toujours à la fin de l'histoire, attendant de voir qui va y entrer et espérant que ce soit Henry.

## Genèse
La nouvelle a été publiée initialement dans le numéro d'octobre 1973 du magazine Cavalier. Elle est ensuite parue dans le recueil Danse macabre.

## Analyse
Dans cette nouvelle figure le thème récurrent chez Stephen King des relations conflictuelles entre le père et le fils. Ici, la métamorphose du père en une entité monstrueuse est une « métaphore possible de l'emprise exercée par l'alcool » alors que « l'absence de lien affectif s'exprime de manière traumatisante dans les images dégradées de l'instance paternelle ».